# Велика битва
«Велика битва» («Il grande attacco») — італійська військова кінодрама 1978 року, знятий режисером Умберто Ленці на кіностудії «Dania Film».

## Сюжет
Історія життя двох сімей — німецької та американської за часів Другої світової війни. Люди знаходяться по різні боки барикад, але війна однаково нещадна і до тих, і до інших.

## У ролях
- Хельмут Бергер — Курт Циммер, лейтенант
- Саманта Еггар — Анналіз Екерман
- Джуліано Джемма — Мартін Скотт, капітан
- Джон Г'юстон — Шон О'Хара
- Стейсі Кіч — Меннфред Роланд, майор
- Рей Лавлок — Джон Фостер
- Альдо Массассо — Вільям Макшейн
- Венантіно Венантіні — Майкл
- Іда Галлі — Сібіл Скотт
- Едвіж Фенек — Даніель
- Генрі Фонда — генерал Фостер
- Альдо Барберіто — майор СС
- Рік Батталья — роль другого плану
- Андреа Босіч — роль другого плану
- Массімо Бонетті — роль другого плану
- Маріо П'яве — роль другого плану
- Розаріо Бореллі — роль другого плану
- Ермелінда Дефеліче — роль другого плану
- Еміліо Делле П'яне — роль другого плану
- Аттіліо Доттезіо — роль другого плану
- Джузеппе Кастеллано — роль другого плану
- Лучано Катеначчі — роль другого плану
- Джованні Чанфрілья — роль другого плану
- П'єранджело Чівера — роль другого плану
- Джеффрі Коплстон — роль другого плану
- Мірко Елліс — роль другого плану
- Андреа Фантазія — роль другого плану
- Том Феллегі — роль другого плану
- Манфред Фрейбергер — роль другого плану
- Марко Гульєльмі — роль другого плану
- Фульвіо Мінгоцці — роль другого плану
- Франко Одоарді — роль другого плану
- Лоренцо П'яні — роль другого плану
- Джакомо Россі Стюарт — роль другого плану
- Ланфранко Спінола — роль другого плану
- Макс Туріллі — роль другого плану
- Білл Вандерс — роль другого плану
- Гай Доулман — роль другого плану
- Ріккардо Петрацці — роль другого плану
- Патрік Рейнольдс — роль другого плану
- Мікеле Соаві — роль другого плану
- Роберт Спеффорд — роль другого плану

## Знімальна група
- Режисер — Умберто Ленці
- Сценарист — Чезаре Фругоні
- Оператор — Федеріко Дзанні
- Композитор — Франко Мікаліцці
- Продюсери — Міно Лой, Лучано Мартіно